# Ferdinando Petruccelli della Gattina

“Ik ben niet echt democratisch. Ik minacht het volk niet, maar ik verhef het liever naar mijn niveau door onderwijs en arbeid, dan dat ik er naar afdaal en afstand doe van een deel van mijzelf.”

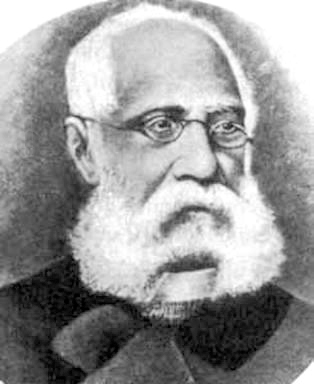
Ferdinando Petrucelli della Gattina

Ferdinando Petruccelli della Gattina (Moliterno, 28 augustus 1815 – Parijs, 29 maart 1890) was een Italiaanse journalist, schrijver, patriot en politicus.
Hij schreef vele geschriften met liberale en antiklerikale ideeën, vaak ook met een non-conformistische toon. Na de opstanden van 1848 werd hij door de Bourbon-regering verbannen uit Zuid-Italië. Daarna leefde hij voornamelijk in Frankrijk en Engeland. Zijn geschriften vonden waardering en verspreiding in diverse Europese landen. Hij werd beschouwd als een van de voorlopers van de moderne journalistiek. Met de publicatie van de roman I moribondi del Palazzo Carignano (1862) begon hij in feite ook de literaire stroming die misstanden in de politiek aan de kaak stelde.
Vanwege zijn vrijdenkende geest werd hij geprezen door schrijvers als Luigi Capuana, Salvatore Di Giacomo en Indro Montanelli (die hem 'de briljantste journalist van de 19e eeuw' noemde en vond dat zijn geschriften 'betoverden vanwege hun frisheid en moderniteit'). Hij werd hevig bekritiseerd door Vittorio Imbriani en Benedetto Croce, terwijl Luigi Rosso zijn journalistieke werk waardeerde, maar kritiek had op zijn romans.

## Biografie

### Jeugd
Als zoon van Luigi Petruccelli, een arts die betrokken was bij de Carboneria, en Maria Antonia Piccininni, een adellijke vrouw, stond hij ingeschreven als Ferdinando Petruccelli. Hij voegde 'della Gattina' (de naam van een boerderij van hem) toe aan zijn naam om het politieonderzoek naar hem te bemoeilijken. Al van jongs af aan had hij een sterk antiklerikale overtuiging. Zijn afkeer van de kerk begon al toen hij nog maar vier jaar was. Hij werd toen toevertrouwd aan zijn zeer religieuze grootmoeder die hem hard en liefdeloos opvoedde.
In zijn tienerjaren bezocht hij het seminarie van de Jezuïeten in Pozzuoli. Hier voerde mgr. Rossini een ijzeren bewind. Op het feest van Aloysius Gonzaga moest iedere leerling een brief aan de heilige neerleggen op het altaar in de kerk. Ferdinando vroeg in zijn brief om bevrijd te worden van de bisschop. Rossini las de brief en sloot Petruccelli op in een isoleercel, waarna hij hem van school stuurde.
Tijdens zijn tienerjaren wierp Petruccelli zich fanatiek op de studie van het Latijn (waarin hij goed kon schrijven) en het Grieks. Hij studeerde vervolgens medicijnen aan de Universiteit van Napels, maar voelde na zijn studie dat zijn roeping in de journalistiek lag. In 1838 begon hij te schrijven voor het tijdschrift Omnibus. In 1840 reisde hij als correspondent voor enkele kranten rond in Frankrijk, Engeland en Duitsland. In 1843 publiceerde hij met Malina da Taranto zijn eerste roman. In 1846 werd hij gearresteerd vanwege zijn lidmaatschap van Jong Italië en in zijn geboortedorp onder politiebewaking gezet.

### Liberale opstand
In 1848 keerde hij terug naar Napels en werd daar verkozen in het parlement. Ook werd hij directeur van de krant Mondo vecchio e mondo nuovo. Hoewel dit een van meest verspreide en gewaardeerde kranten was, kreeg Petruccelli veel kritiek van de kant van liberalen en mensen die de monarchie steunden.
De artikelen van Petruccelli kenmerkten zich door hun felle toon richting de Bourbon-monarchie, die hij beschuldigde van malgoverno (slecht bestuur) in de binnen- en buitenlandse politiek. Ook richtte hij zijn pijlen op vele liberalen. Een van zijn belangrijkste doelwitten was daarbij Vincenzo D'Errico, omdat deze na de afkondiging van de grondwet had voorgesteld om een standbeeld op te richten voor koning Ferdinand II.

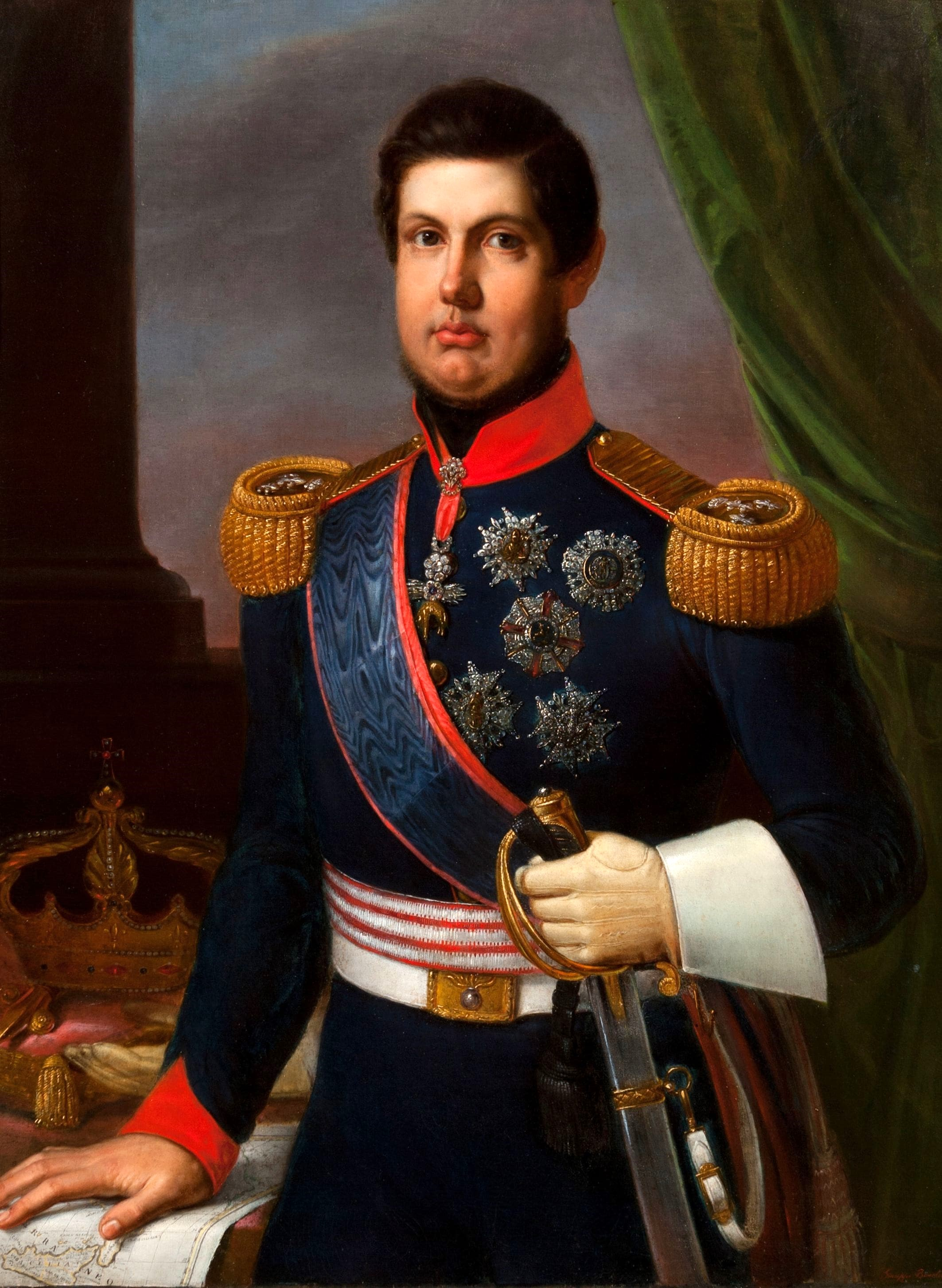
Koning Ferdinand II

 Voor Petruccelli ging het niet alleen maar om het toekennen van grondwettelijke rechten aan de burgers, maar hij wilde ook een andere ideologische benadering van de politieke problemen van zijn tijd. Nadat de krant enkele keren van naam was veranderd, werd hij door het gerecht verboden vanwege haar aanvallen op de monarchie.
Nadat de koning de grondwet had opgeschort, nam Petruccelli (die de koning een 'bloeddorstig schertsfiguur' noemde) deel aan de opstand van Napels. In zijn werk La rivoluzione di Napoli del 1848 deed hij hiervan verslag. Bovendien leidde hij opstanden in Calabrië. Na de mislukking van de revolutie werd er een prijs van 6000 dukaten op zijn hoofd gezet. Hij leefde ongeveer een jaar ondergedoken in Zuid-Italië en besloot toen te vluchten naar Frankrijk. Hij werd bij verstek ter dood veroordeeld en zijn bezittingen werden in beslag genomen.

### Ballingschap
In Frankrijk had Petruccelli veel contact met Italiaanse intellectuelen. Hij volgde colleges aan de Sorbonne en het Collège de France en verdiepte zich in Franse en Engelse literatuur en in de journalistiek. In Frankrijk noemde men hem wel Pierre Oiseau de la Petite Chatte, een letterlijke vertaling van zijn naam. Jules Simon en Daniele Manin (die veel waardering had voor Petruccelli's steun aan de Republiek van San Marco) introduceerden hem in de Franse journalistieke wereld. Hij was correspondent voor verschillende Franse en Belgische kranten en werd zelfs geprezen om zijn beheersing van de Franse taal.
In 1851 stortte hij zich weer in de politieke strijd. Samen met Franse republikeinen streed hij tegen de staatsgreep van Louis Napoleon (de latere keizer Napoleon III), maar na de mislukking van de opstand werd hij uitgewezen uit Frankrijk. Jaren later in 1880 schreef hij hierover in Memorie del colpo di stato del 1851 a Parigi. Hij vertrok naar Londen, waar hij in contact kwam met andere democratische ballingen zoals Giuseppe Mazzini, Louis Blanc en Lajos Kossuth. In Engeland zette hij zijn journalistieke werk voort. Hij werkte voor The Daily News van Charles Dickens en voor andere kranten, zoals The Daily Telegraph en Cornhill Magazine. In 1859 werd hij correspondent in de Tweede Italiaanse Onafhankelijkheidsoorlog en ging mee met de troepen van Napoleon III.

### Terug in Italië
Terug in Italië volgde hij als correspondent Garibaldi met zijn I mille (Duizend mannen) dwars door Calabrië tot aan de triomfantelijke intocht in Napels. Na de uitroeping van het koninkrijk Italië ging hij de politiek in en in 1861 werd hij gekozen als Kamerlid.
Na zijn verkiezing verhuisde hij naar Turijn, waar het parlement toen gevestigd was. Tot 1865 zat hij tussen de afgevaardigden van radicaal links. Hij raakte erg verbitterd door de manier waarop het nieuwe Italië werd opgezet en hij verloor zijn aanvankelijke enthousiasme.

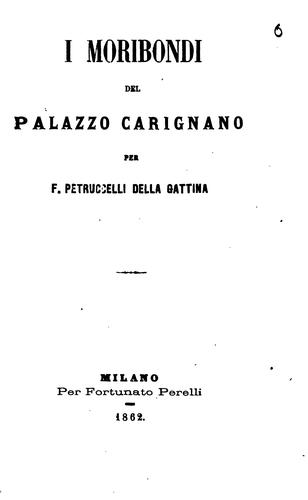
Voorpagina van I moribondi del Palazzo Carignano

 Hij beschreef dit proces in I moribondi del Palazzo Carignano (1862). In een ironische en sarcastische stijl beschreef hij zijn collega's in het parlement, maar vooral gaf hij uiting aan zijn frustraties over de nieuwe politieke klasse die volgens hem hun eigen waarden opzij gezet hadden en alleen nog machtsbegeerte en desinteresse voelden.
Zijn politieke activiteiten lieten steeds zijn ontvlambare en rusteloze karakter zien. Hij stemde niet in met de formule "Victor Emmanuel II koning van Italië bij de gratie Gods" of met de lijfspreuk van Cavour "een vrije kerk in een vrije staat". Hij verzette zich hevig tegen de september-conventie, een verdrag tussen Italië en Frankrijk om Rome te veroveren en om Frankrijks toestemming te krijgen om de hoofdstad te verplaatsen naar Florence. Frankrijk zou zijn leger terugtrekken uit de Pauselijke Staat en Italië beloofde die niet te zullen aanvallen, maar zelfs te zullen beschermen in geval van buitenlandse dreiging.
Petruccelli bestempelde de Italiaanse buitenlandse politiek als een 'politiek van kamerheren' en beschuldigde de Franse monarch van besluiteloosheid richting de Pauselijke Staat en Italië. Hij spoorde de regering aan om met alle middelen oorlog te voeren tegen de Heilige Stoel en richtte ook stevige taal tot de paus. De pauselijke pers reageerde heftig op Petruccelli en noemde hem een 'godslasteraar' en 'schrijver van immorele romannetjes'.
Petruccelli was niet geheel en al antiklerikaal: hij had oog voor de emancipatie van de lage geestelijkheid en gunde haar dezelfde rechten als de gewone burgers (zoals het huwelijk of de vrijheid van beroepskeuze). Hij wilde hen onafhankelijk maken van de kerkelijke hiërarchie. Verder was hij sterk tegen de invloed van de kerk op het onderwijs, voor strenge straffen tegen het banditisme (maar ook voor maatregelen om de erbarmelijke omstandigheden in het Zuiden te verbeteren). Hij steunde de ontwikkeling van het spoorwegnet in het Zuiden en de ontwikkeling van de handel met het Midden-Oosten. Hierin zag hij voor Bari een hoofdrol weggelegd.

### In Frankrijk en Italië
Tegelijkertijd werkte Petruccelli voor diverse kranten en tijdschriften. In 1866 was hij correspondent in de Derde Onafhankelijkheidsoorlog en vertelde daarbij gedetailleerd over de gebeurtenissen, inclusief alle gruwelijkheden van de oorlog. Zijn journalistiek werk werd geprezen door Ernest Renan en Jules Claretie, vooral zijn verslag van de Slag bij Custoza.

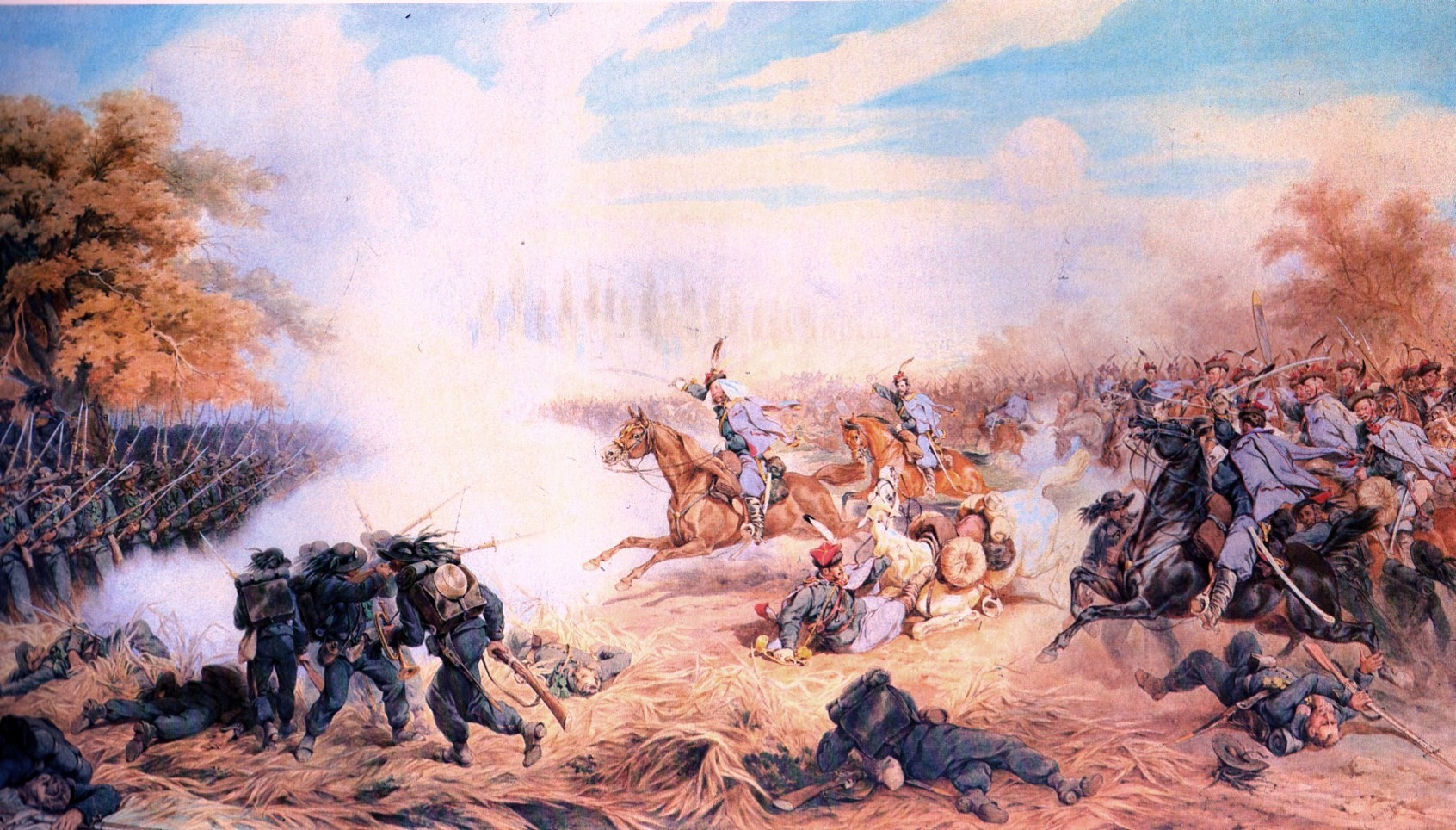
Slag bij Custoza

In 1868 trouwde hij met de Engelse schrijfster Maude Paley-Baronet, die hij in 1867 in Londen had leren kennen. In 1873 verhuisden ze naar Parijs, waar ze de meeste tijd woonden. In 1867 publiceerde hij in Frankrijk Les mémors de Judas, een nogal provocerende roman, waardoor hij nog meer gehaat werd bij de clerus (La Civiltà Cattolica noemde het een 'infaam boekwerk' van een 'smerige romanschrijver'). De verspreiding van het boek verliep in Frankrijk problematisch en in Duitsland werd de roman 'het stoutmoedigste boek van de eeuw' genoemd.
Toen zijn kandidatuur voor de Kamerverkiezingen van 1870 niet werd goedgekeurd, werd hij verslaggever van de Frans-Duitse Oorlog en schreef hij over de barricades in Parijs. Na de val van de Commune van Parijs werd hij door Adolphe Thiers (tegen wie hij in felle bewoordingen had geschreven) uitgewezen uit Frankrijk, omdat hij de communards had gesteund, maar dankzij invloedrijke vrienden kon hij na enkele jaren weer terugkeren. Van 1874 tot 1882 was hij weer Kamerlid. Hij zat naast de linkse parlementariërs, maar behoorde niet tot een parlementaire groep. In 1875 stemde hij voor de afschaffing van de Garantiewetten, die de verhoudingen regelden tussen Italië en het Vaticaan en aan het Vaticaan enkele goederen en privileges toestond.

### Laatste jaren
De laatste jaren van zijn leven had hij last van verlammingsverschijnselen die hem verhinderden te schrijven. Met hulp van zijn vrouw was het toch mogelijk zijn gedachten op papier te krijgen.
Hij stierf op 29 maart 1890 in Parijs en werd daar gecremeerd. Na zijn dood wilde de gemeenteraad van Napels dat de as van Petruccelli werd bijgezet in het 'Quadrato degli uomini illustri' op de begraafplaats van Poggioreale in Napels. Zijn vrouw weigerde dit en Petruccelli's as werd in Londen bijgezet, zoals hij het ook zelf had gewild.

## Belangrijkste werken
- Malina di Taranto (1843)
- Ildebrando (1847)
- La rivoluzione di Napoli del 1848 (1850)
- Storie arcane del pontificato di Leone XII, Gregorio XVI e Pio IX (1861)
- I moribondi del Palazzo Carignano (1862)
- Il Re dei Re, rifacimento dell'Ildebrando (4 delen, 1864)
- Histoire diplomatique des conclaves (4 delen, 1864-66)
- Pie IX, sa vie, son règne, l'homme, le prince, le pape (1866)
- Il concilio (1869)
- Les mémoirs de Judas (1870)
- Le notti degli emigranti a Londra (1872)
- Gli incendiari della Comune (1872)
- Il sorbetto della regina (1872)
- Il re prega (1874)
- Le larve di Parigi (1877)
- I suicidi di Parigi (1878)
- Giorgione (1879)
- Imperia (1880)
- Il conte di Saint-Christ (1880)
- Memorie del colpo di Stato del 1851 a Parigi (1880)
- I fattori e i malfattori della politica europea contemporanea (2 delen, 1881-84)
- Storia d'Italia dal 1866 al 1880 (1881)
- Storia dell'idea italiana (1882)
- Memorie di un ex deputato (1884)
- I pinzoccheri (2 delen, 1892)

- Biblioteca Nacional de España: XX1143307
- Bibliothèque nationale de France: cb12118414j (data)
- Gemeinsame Normdatei: 106976915
- International Standard Name Identifier: 0000 0001 1271 2273
- Library of Congress Control Number: n50047708
- Nationale Bibliotheek van Israël: 987007275923005171
- Nationale Bibliotheek van Polen: a0000001137980
- Nederlandse Thesaurus van Auteursnamen: 162183046
- Istituto Centrale per il Catalogo Unico: RAVV027292
- Système universitaire de documentation: 086097806
- Virtual International Authority File: 17255247
- WorldCat: E39PBJqqytCH349gD4yRdQXyBP